# Saint-Honoré-les-Bains
Saint-Honoré-les-Bains – miejscowość i gmina we Francji, w regionie Burgundia-Franche-Comté, w departamencie Nièvre.
Według danych na rok 1990 gminę zamieszkiwały 754 osoby, a gęstość zaludnienia wynosiła 30 osób/km² (wśród 2044 gmin Burgundii Saint-Honoré-les-Bains plasuje się na 312. miejscu pod względem liczby ludności, natomiast pod względem powierzchni na miejscu 282.).